# فرودگاه سانتا مونیکا (کالیفرنیا)
فرودگاه سانتا مونیکا، کالیفرنیا (به انگلیسی: Santa Monica Airport) (به زبان بومی: Santa Monica Municipal Airport) یک فرودگاه همگانی با کد یاتا SMO است که یک باند فرود آسفالت دارد و طول باند آن ۱۵۱۶ متر است. این فرودگاه در شهر سنتا مونیکا، کالیفرنیا کشور ایالات متحده آمریکا قرار دارد و در ارتفاع ۵۳٫۹ متری از سطح دریا واقع شده است.